# Patricia Grisales
Patricia Grisales Patiño (Manizales, 19 de octubre de 1957) es una actriz y productora de teatro colombiana, reconocida por hacer parte de producciones de cine, teatro y televisión en las décadas de 1980, 1990 y 2000. Es hermana de la también actriz Amparo Grisales.

## Carrera
Hizo su debut en la televisión colombiana cuando era una niña, en la telenovela Destino: la ciudad en 1967. Tras destacarse en producciones teatrales, tuvo su oportunidad de debutar en el cine en la película Caín, una versión cinematográfica de la historia bíblica de Caín y Abel. Retornó a la televisión con un papel regular en la telenovela Amándote, realizada por Producciones PUNCH en 1986. Dos años después integró el elenco de la telenovela Hojas al Viento, compartiendo reparto con Nórida Rodríguez, Luis Fernando Montoya y Nelly Moreno. Ese mismo año interpretó a La Venezolana en la serie Amar y vivir.
En 1990 actuó en la telenovela Te voy a enseñar a querer de Luis Felipe Salamanca y un año más tarde interpretó a Consuelo de Perdomo en la exitosa telenovela Cuando quiero llorar no lloro. En 1992 actuó en El último beso, serie de televisión creada por Luis Felipe Salamanca. Apareció en dos producciones de televisión más en la década de 1990, Candela (1996) y La mujer del presidente (1997).
En 2000 apareció en La baby sister y Héroes de turno. En 2001 interpretó a Úrsula Salcedo en la telenovela de RCN televisión El inútil. Después de varias apariciones en televisión, cerró la década interpretando a Clemencia en el seriado Retrato de una mujer. En 2014 integró el elenco de Dr. Mata, seriado dirigido por el reconocido cineasta Sergio Cabrera. En 2018 hizo parte del reparto de Garzón vive, producción de televisión basada en la vida del periodista Jaime Garzón.

## Filmografía

### Televisión
- Garzón vive (2018)
- Contra el tiempo (2016) — Bertha de Caicedo
- Dr. Mata (2014)
- Retrato de una mujer (2010)
- Los protegidos (2008) — Dra. Maria So
- Victoria (2007) — Carlota Velandia
- Decisiones (2006) — Orquídea
- Por amor (2006) — Gema
- Amor de mis amores (2005)
- Mesa para tres (2004)
- El inútil (2001) — Ursula Salcedo
- Heroes de turno (2000) —
- La baby sister (2000) — Roselia Chitiva de Rivera
- La mujer del presidente (1997) — Graciela
- Candela (1996) — Luza
- El último beso (1992)
- Cuando quiero llorar no lloro (1991) — Consuelo de Perdomo
- Te voy a enseñar a querer (1990) — Flor
- Amar y vivir (1989) — La Venezolana
- Hojas al viento (1988)
- Amándote (1986)
- "Carmentea" (1987)
- El gallo de oro (1981)
- Destino: la ciudad (1967)

### Cine
- Amar y vivir (1990) — La Venezolana
- Caín (1894)